# بشید
بشید (به آلمانی: Bescheid) یک شهر در آلمان است که در تریر-زاربورگ واقع شده‌است. بشید ۴۱۱ نفر جمعیت دارد.